# 1985 dans la police
Cet article présente les faits marquants de l'année 1985 dans la police.

## Évènements
- 28 septembre : Émeute à Brixton, à Londres, à la suite de la mort de Dorothy Groce tuée par la police métropolitaine.